# 진시황의 진용
진시황의 진용(중국어 간체자: 古今大战秦俑情, 정체자: 古今大戰秦俑情, 병음: Gǔ jīn dà zhàn qín yǒng qíng 구진다자친융칭[*], 한자음: 고금대전진용정, 영어: Fight and Love with a Terracotta Warrior 파이트 앤드 러브 위드 어 테라코타 워리어[*])은 중국 CCTV의 2010년 드라마이다.

## 출연진
- 안이헌 - 한동아 역
- 두순 - 몽천방 역
- 나가량 - 진시황 역
- 방안나 - 매강 역